# Cami Stone
Cami Stone, nata Camille Honorine Schammelhout (Vilvoorde, 1892 – Amsterdam, 1975) è stata una fotografa belga.

## Biografia
Sussistono discrepanze sulla data di nascita e di morte: alcune fonti sulla nascita riportano il 1892 altre il 1898 e la morte viene collocata al 1975 oppure al 1976.

Durante la prima guerra mondiale visse tra La Haye e Londra mentre nel 1918 aprì un'impresa di import-export col fidanzato Sasha Stone (1895-1940, vero nome Aleksander Serge Steinsapir), soldato americano di origini russe. Nello stesso anno insieme si trasferiranno, finita la guerra, a Berlino, dove rimarranno fino al 1931. Pare, secondo alcuni, che abbia imparato a fotografare a Parigi grazie al fidanzato nel 1920. A Berlino nel 1922 i due si sposarono.
Cami e Sasha aprirono l'"Atelier Stone" nel 1928 con il quale indirizzarono il loro lavoro verso la fotografia d'architettura e la pubblicità. Fu un periodo intenso in cui lei fece i ritratti di personaggi famosi quali Albert Einstein, Anna Sten, Lou Albert-Lasard, Erwin Piscator. I coniugi Stone furono invitati alla grande mostra internazionale Film und Foto che si tenne nel 1929 a Stoccarda, nella quale poterono allestire una intera sala tutta per loro con le loro opere, vicine alla Neues Sehen, delle tredici previste, e che raccolse i movimenti all'avanguardia intorno al cinema e alla fotografia degli anni Venti. Alla mostra presero parte gli artisti, i fotografi e i cineasti più significativi di quegli anni tra i quali: Berenice Abbott, Aenne Biermann, Florence Henri, André Kertész, Germaine Krull, El Lissitzky, Man Ray, László Moholy-Nagy, Walter Peterhans, Albert Renger-Patzsch, Hans Richter, Aleksandr Rodchenko, Edward Steichen, Otto Umbehr (Umbo), Edward Weston, Lucia Moholy, George Hoyningen-Huene, Dziga Vertov, Yva, Irene Bayer-Hecht.
Con la minaccia sempre più concreta da parte della presa del potere del nazionalsocialismo in Germania, decisero di trasferire il loro "Atelier Stone" a Bruxelles nel 1931, essendo lui di origini ebraiche. In questa nuova condizione fece ritratti per gli attori del principale teatro belga La Monnaie/De Munt, scattò fotografie industriali e lavorò anche nei set cinematografici per Henri Storck e Joris Ivens. Qualche incertezza regna sulla serie "25 Nus Femmes" del 1933 che potrebbero essere stati realizzati da entrambi oppure separatamente, essendo le firme non chiare o riportano solo "Stone". In una precedente asta si confermerebbe la realizzazione di entrambi della serie. Divorziarono nel 1939: lei rimase a vivere a Bruxelles mentre lui, in fuga, dopo che anche il Belgio fu invaso dai nazisti, morì l'anno successivo in Francia a Perpignan, mentre cercava di attraversare i Pirenei e la Spagna per raggiungere gli Stati Uniti.
Di questa fotografa e di suo marito si era persa memoria fino ai primi anni 2000 quando sono state ritrovate oltre 800 fotografie realizzate, per la maggior parte, a Berlino tra il 1925 e il 1930, e a Bruxelles tra il 1930 e il 1938. Si tratta di immagini salvate dalla distruzione della seconda guerra mondiale dalla famiglia di Cami Stone. Il 4 giugno 2009 sono state poste in vendita alla Casa d'Aste di Argenteuil nei pressi di Parigi. Documento storico importante per documentare la città di Berlino com'era prima dei bombardamenti alleati, queste fotografie rappresentano un elemento indispensabile per la comprensione storica dell'avanguardia europea tra le due guerre. Cami e Sasha Stone sono stati tra i fotografi più importanti della repubblica di Weimar, come dimostra peraltro la loro copiosa presenza alla mostra "Film und Foto". Queste fotografie sono importanti anche perché i negativi non esistono più, infatti nel dopoguerra Cami vendette i negativi su vetro per recuperare il sale d'argento in essi contenuto.
Nel 2023 sono state organizzate due mostre di Cami Stone a Berlino e Stoccarda.